# Hohenwald
Hohenwald är administrativ huvudort i Lewis County i Tennessee. Vid 2010 års folkräkning hade Hohenwald 3 757 invånare.